# کتابخانه کلاسیک لوئب

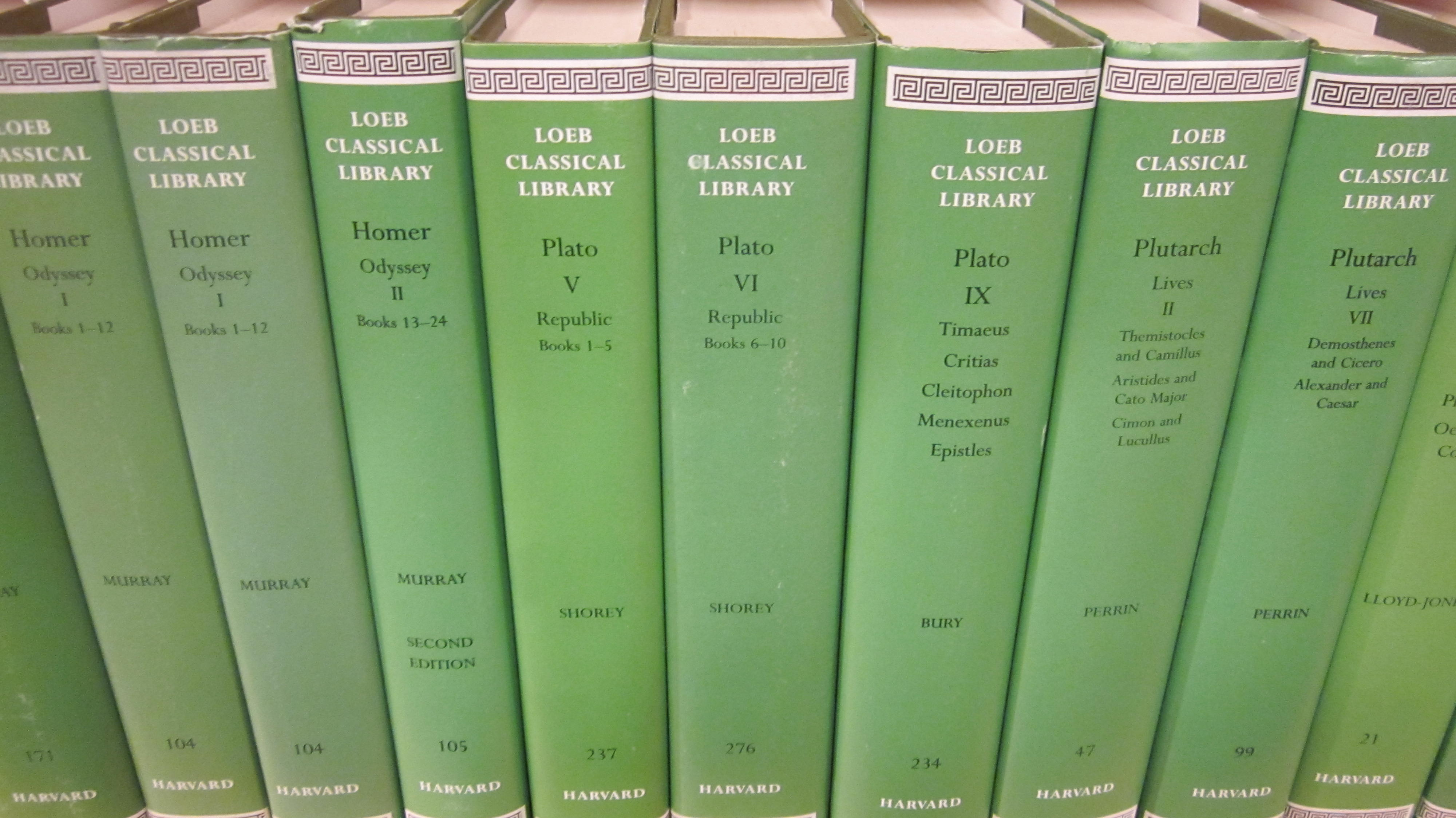
کتاب‌های کتاب‌خانه را در تصویر زیر مشاهده می‌نمایید.

کتابخانهٔ کلاسیک لوئب (به انگلیسی: Loeb Classical Library) یک مجموعهٔ کتاب است که توسط انتشارات دانشگاه هاروارد منتشر می‌شود و در آن به‌طور گسترده به آثار مهم باستانی می‌پردازد. در کتابخانهٔ کلاسیک لوئب متن‌های اصلی به زبان یونانی یا لاتین به همراه ترجمهٔ تقریباً تحت‌اللفظی آن‌ها دیده می‌شود. تألیف این کتاب به دست جیمز لوئب و ویرایش آن به دست جفری هندرسون و ویلیام گودوین (استاد زبان و ادبیات یونانی در دانشگاه بوستون) انجام شده‌است.

## پیشینه
کتابخانهٔ کلاسیک لوئب در ابتدا توسط بانکدار یهودی، جیمز لوئب (۱۸۶۷–۱۹۳۳) مورد حمایت مالی قرار گرفت. نخستین جلد این کتاب در سال ۱۹۱۲ توسط W. H. D. Rouse و ادوارد کیپس ویرایش شد و انتشارات هاینمان آن را منتشر کرد.
اکنون دو نسخه از این کتاب با رنگ‌های سبز (برای زبان یونانی) و قرمز (برای زبان لاتین) با جلد سخت وجود دارد. در سال‌های اخیر، ترجمه‌های اولیه بارها مورد بازبینی قرار گرفته‌اند.
کتابخانهٔ کلاسیک لوئب در مقایسه با کتاب‌های هم‌موضوع خود، دیدگاه منتقدانه‌ای دارد و متن آن برای خوانندهٔ آماتور لاتین (یا یونانی) نوشته شده‌است؛ بنابراین تقریباً برای همهٔ افراد قابل درک است. از سال ۱۹۸۹ دانشگاه هاروارد چاپ مجدد این کتاب و ویرایش سالانهٔ آن را برعهده گرفت.
در سال ۲۰۰۱، انتشارات دانشگاه هاروارد، ترجمهٔ کتاب به زبان انگلیسی را آغاز کرد. این ترجمه‌ها در پشت هر صفحه چاپ شد. این نسخه که حاوی مطالب به زبان انگلیسی هم بود، با جلد آبی رنگ انتشار یافت.
دانشگاه هاروارد و بنیاد کتابخانهٔ کلاسیک لوئب اقدام به افتتاح رسمی وبگاه  کتابخانهٔ لوئب کردند. این منبع هم‌اکنون به‌عنوان یکی از کامل‌ترین کتابخانه‌ها، شامل عناوین تاریخی و آثار قدیمی در زبان لاتین و یونانی شناخته می‌شود.